# Джерело Містки
Джерело́ «Мі́стки» — гідрологічна пам'ятка природи місцевого значення в Україні. Розташована на території села Містки Сватівського району Луганської області. 
Площа 0,1 га. Статус присвоєно згідно з рішенням виконкому Ворошиловградської обласної ради народних депутатів № 402 від 7 грудня 1971 року, рішенням № 251 від 1 серпня 1972 року (в. ч.), рішенням № 247 від 28 червня 1984 року. Перебуває у віданні: Сватівський райавтодор м. Сватове. 
Статус присвоєно для збереження джерела з питною водою, що живить річку Борову. Каптажоване, дебіт 1 л/сек. 
Свердловина пробурена вручну 1910 року ковалем Іваном Комаровим. Глибина 64 метри.
Старожили вважають, що вода з джерела є не лише цілющою, але й додає людині сил і бадьорості.
У 21 столітті здійснено облаштування джерела для зручності користування подорожніми.